# Criquetot-le-Mauconduit
Criquetot-le-Mauconduit is een gemeente in het Franse departement Seine-Maritime (regio Normandië) en telt 130 inwoners (1999). De plaats maakt deel uit van het arrondissement Le Havre.

## Geografie
De oppervlakte van Criquetot-le-Mauconduit bedraagt 4,2 km², de bevolkingsdichtheid is 31,0 inwoners per km².
De onderstaande kaart toont de ligging van Criquetot-le-Mauconduit met de belangrijkste infrastructuur en aangrenzende gemeenten.

## Demografie
Onderstaande figuur toont het verloop van het inwonertal (bron: INSEE-tellingen).